# Bielawianka Bielawa
KP Bielawianka Bielawa – polski klub piłkarski z siedzibą w Bielawie. W sezonie 2025/2026 gra w klasie okręgowej, gr. wałbrzyskiej.

## Historia
Klub powstał 2 kwietnia 1946 roku jako Zrzeszenie Sportowe Włókniarz. Kolejne nazwy klubu to: Bielawianka-Pogoń (1962-1972, po połączeniu z pieszycką Pogonią), Klub Sportowy Bielawianka Bielawa, Klub Sportowy Bielawianka Błękitni Bielawa (2000, po połączeniu z Błękitnymi Owiesno), KP Bielawianka (styczeń 2007).
Pierwszy mecz drużyna rozegrała w 1946 roku z Odrą Wrocław, zwyciężając 3:2. Dwóch wychowanków klubu wystąpiło w reprezentacji Polski: Janusz Góra i Zygmunt Garłowski, a Jacek Jarecki był w jej szerokiej kadrze.
Największym sukcesem klubu jest wygranie Dolnośląskiego Pucharu Polski w sezonie 2009/2010.

## Sukcesy
Źródło:
- Udział w barażach o awans do II ligi (2) – 1961, 1964/65
- 4. miejsce w III lidze (2) – 1994/95, 1995/96
- Puchar Polski – Dolnośląski ZPN (1) – 2009/10
- Puchar Polski – Wałbrzych (3) – 1982/83, 1988/89, 1999/00